# Jailbirds / Geschlossene Gesellschaft
Jailbirds / Geschlossene Gesellschaft este un film românesc din 2005 regizat de Andrei Schwartz.